# Кандагар — Герат

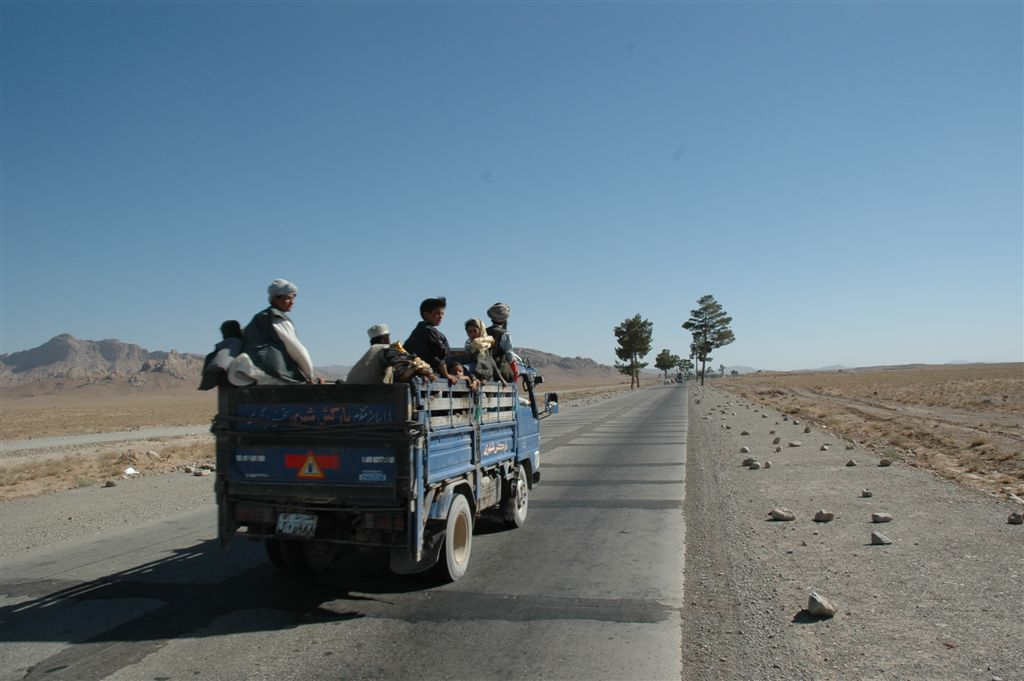
Грузовик везёт местных жителей по шоссе Кандагар — Герат

Шоссе Кандагар — Герат составляет 557-километров (346 миль); эта трасса связывает Кандагар и Герат. Магистраль является частью большой дорожной сети, построенной при содействии СССР в 1960-е годы.

## История
В октябре 2004 года началась реконструкция шоссе, завершение которого ожидалось к концу 2006 года. США финансирует 326 километров участка дороги, Саудовская Аравия финансирует 115 км участок и Япония участвует в восстановлению 116 км.  Реконструкция шоссе сократило время поездки между этими двумя крупными городами с 10 часов до 4,3 часов.